# Vicente Casares
Vicente Casares är en ort i Argentina. Den ligger i provinsen Buenos Aires, i den östra delen av landet, cirka 50 km sydväst om huvudstaden Buenos Aires. Folkmängden uppgår till cirka 800 invånare.